# Mary Muthoni Nyanjiru
Mary Muthoni Nyanjiru (née à une date inconnue à Weithaga au Kenya et morte à Nairobi le 16 mars 1922) est une militante politique kényane connue pour avoir dirigé la manifestation qui a suivi l'arrestation de Harry Thuku — activiste politique et père du nationalisme kényan — lors de laquelle elle trouve la mort.

## Biographie
Mary Muthoni Nyanjiru est issue de l'ethnie majoritaire du Kenya, les Kikuyus. Elle est née à Weithaga, commune située dans le comté de Murang'a et se trouvant à une centaine de kilomètres de la capitale du pays, Nairobi. C'est dans cette dernière qu'elle habite avec sa belle-fille, Elizabeth Waruiru, lorsqu'elle meurt en 1922.
Mary Muthoni Nyanjiru était partisane de Harry Thuku. Celui-ci, secrétaire de la Young Kikuyu Association (association des jeunes Kikuyus, qui deviendra plus tard l'East African Association, association Est-africaine) était connu à travers le pays Kikuyu en tant que « chef des femmes », pour le soutien moral qu'il leur apporte, en particulier dans le cadre des problèmes de violences physiques et sexuelles et de main d'œuvre forcée.

## Manifestation du 16 mars 1922
Thuku est arrêté le 14 mars 1922 par crainte de son influence grandissante auprès de la population kényane. Dès le lendemain, une grève est déclenchée par l'East African Association et des milliers de personnes se rendent pacifiquement au poste de police de Nairobi où Thuku est détenu. Les manifestants sont venus obtenir sa libération. Après avoir prié pour la sécurité de Thuku, la foule s'est dispersée. Ce soir-là, des sympathisantes ont prêté serment, une coutume habituellement réservée aux hommes ; cette prestation de serment viole la tradition kikuyue qui considérait les femmes comme inaptes mentalement et physiquement à supporter l'épreuve du serment. Elizabeth Waruiru, la belle-fille de Mary Muthoni Nyanjiru, relate dans son compte rendu des événements de la soirée du 15 mars que James Njoroge, membre de l'East African Association, a été le donneur de serment. Des serments ont été administrés à plus de 200 femmes dans la foule, les obligeant à exécuter un plan d'action spécifique,. Historiquement, les serments tribaux n'étaient pas utilisés par les institutions et l'East African Association devient de fait la première organisation à le faire. Que le serment ait accru leur conscience politique ou leur sens de la discipline, il apparait que les femmes ont agi de manière unie et ordonnée le lendemain lorsqu'il est devenu clair que Thuku ne serait pas libéré.
Le matin du 16 mars, une délégation de six hommes est choisie parmi la foule pour rencontrer Sir Charles Bowring, le secrétaire aux Colonies, qui leur a assuré que Thuku n'était pas en danger et n'était détenu que le temps que le gouvernement lui accorde une audience complète : l'audience du gouvernement déciderait équitablement du sort de Thuku. La délégation est ensuite encouragée à exhorter la foule de se disperser pacifiquement, ce que font les membres de la délégation après avoir annoncé que Thuku serait jugé et non libéré. Mais l'exaspération de la foule est telle que cet encouragement reste vain. C'est alors qu'un important groupe de femmes commence à pousser avec force vers la porte, certaines criant aux hommes qu'ils étaient des lâches tout en accusant les membres de la délégation d'être corrompus, faisant revenir les hommes qui avaient commencé à se disperser,. Au même moment, Mary Muthoni Nyanjiru se lève subitement et court en direction de la foule, lève sa robe par-dessus sa tête et se met à crier :
« Tu prends ma robe et tu me donnes ton pantalon. Vous autres hommes êtes des lâches. Qu'est-ce que tu attends ? Notre chef est là-dedans. Allons le chercher. »
Cette tactique dite du guturamira ng'ania est considérée comme une grave insulte chez les Kikuyus, qui voient comme une malédiction le fait de voir nue une femme de l'âge de leur mère ; rarement utilisée, elle indique que l'autorité des hommes n'est plus reconnue. Elle est considérée comme une preuve puissante de la défiance des femmes. De nombreuses femmes appuient alors sa démarche et la foule se précipite jusqu'à ce que la police ou les askaris ouvrent le feu. Nyanjiru est parmi les premières à trouver la mort.
Le nombre officiel de victimes est de 21 personnes tuées — dont 4 femmes — et 28 blessées. Selon d'autres sources, le nombre de morts à l'issue de cette journée s'élève entre vingt-huit et plus de cent. Rien ne prouve par ailleurs que les askaris aient été sommés de tirer par les officiers responsables du maintien de l'ordre ; ceci étant, de plusieurs témoignages indiquent que les askaris étaient en service pendant dix-huit heures consécutives, dans la chaleur, tout en étant soumis au harcèlement de la foule. Harry Thuku, qui a assisté aux événements de la journée depuis sa cellule, raconte que lorsque la police a commencé à tirer, d'autres colons européens qui s'étaient rassemblés à l'hôtel Norfolk ont commencé à tirer à leur tour sur la foule, par derrière. D'autres récits étayent cette hypothèse : les colons auraient été vus en train de boire dans la véranda de l'hôtel, à proximité de la scène, et se seraient joints aux tirs, causant la mort de plusieurs personnes.
On sait peu de choses sur les autres femmes impliquées dans la manifestation, Nyanjiru étant la seule dont le nom ait été retenu et pour laquelle il existe des informations. En effet, si les hommes ayant participé à la manifestation ont vu leurs noms enregistrés, les femmes ont été ignorées et sont demeurées anonymes.

## Postérité
Si la mort de Mary Muthoni Nyanjiru n'a pas provoqué de bouleversement de l'ordre colonial, son nom appartient désormais à l'histoire et à la culture kikuyues, comme celui d'une héroïne que rappellent le folklore, les chants et la poésie. La chanson Kanyegenuri, qui commémore les actions et la bravoure de Nyanjiru, est devenu un hymne lors de la révolte des Mau Mau au cours années 1950. Cet hymne, tout comme d'autres rappelant l'héroïsme de femmes africaines, ont été interdits car considérés comme des menaces sur le plan politique. Le souvenir de Mary Muthoni Nyanjiru est également présent dans le poème Mother Afrika's Matriots :
« Mary Muthoni Nyanjiru qui a rallumé un volcan de travailleurs en fuite. »
L'histoire de Mary Muthoni Nyanjiru a également fait l'objet d'une production théâtrale expérimentale sur les héros et héroïnes kényans intitulée Too early for birds (en français, Trop tôt pour les oiseaux).